# 坂田大輔
坂田 大輔（さかた だいすけ、1983年1月16日 - ）は、神奈川県横浜市港南区出身の元プロサッカー選手。現役時代のポジションはフォワード、ミッドフィールダー。元日本代表。
日本サッカー協会公認A級ライセンス所持。日本サッカー協会登録仲介人。

## 経歴
幼稚園年長の時にサッカーを始める。中学校進学と共に横浜フリューゲルスの下部組織に加入したが、クラブが横浜マリノスと合併したことに伴い、横浜F・マリノスユースに所属することとなった。2000年にクラブユース選手権で優勝。
2001年にユースからトップチームに昇格し、同年6月16日FC東京戦（横浜国際）でJリーグ初出場。同8月18日柏レイソル戦（柏の葉）でJリーグ初得点を記録した。
2003年、U-20日本代表としてFIFAワールドユースに参加。大熊清監督の下でスーパーサブとして起用され 4得点を挙げてSilver Shoe（得点王）に輝いたものの、準々決勝のブラジル戦で対峙したDFダニエウ・アウヴェスらには歯が立たず、個人の力量差を痛感。海外リーグでのプレーを考えるようになった。
2003年・2004年には横浜FMのレギュラーFWとして、Jリーグ連覇に貢献。目標としていたリーグ戦での二桁得点も達成し、イタリア・SSラツィオへの移籍交渉を進めていたが、負傷により立ち消えとなった。以後、横浜FMでの出場機会を減らしつつあったが、坂田のスピードと献身的守備への評価は高く、2006年にはイビチャ・オシムが率いるA代表に初招集。同年8月9日のトリニダード・トバゴ戦にて国際Aマッチ初出場を記録した。2008年オフには神戸から獲得オファーを受けたが、違約金提示額の隔たりが埋まらず 残留。2010年オフに横浜FMから戦力外通告を受け退団。
2011年1月、ギリシャ・スーパーリーグ・アリス・テッサロニキへ移籍。主にミッドフィールダー（サイドハーフ）でプレー。UEFA ELを経験するなど手応えも掴んだが、クラブは深刻な財政難に陥っており、半年での退団を余儀なくされた。
2011年8月、かつてワールドユースで指揮を執っていた大熊に高く評価され、大熊が監督を務めるFC東京へ完全移籍。相手DFの裏（背後）を突くFWとして起用された。
2012年、アビスパ福岡へ完全移籍。同年の開幕戦熊本戦で早速得点を挙げ、FWに猛烈なプレスを要求する戦術にも適応。プロ入り以来初となるゲームキャプテンを務め、チームの大黒柱として奮闘を続けた。
2017シーズンをもって福岡との契約が満了となる。現役続行を希望し移籍先を探すもののまとまらず、2018年3月15日に現役引退を発表。「17年間大きな怪我もなくプロの世界で戦えた自分を誇りに思いたい」とコメントした。
4月1日の栃木SC戦の試合後に引退セレモニーが行われた。

## エピソード
- 前線からの守備も特徴の一つであり、アジアユース2002（カタール）の試合中に大熊清監督が「サンキュー坂田! サンキューな」と坂田の守備を讃えた一声はサッカーファンの間で話題となった[7][13]。
- 小林大悟とは知己の仲。アジアユース2002における坂田のゴールパフォーマンスを2人で考案したり[23]、共に初参加となったA代表の合宿では空き時間を共に過ごしたりしている[24]。ギリシャへの移籍の際も、小林に相談した[6]。
- 佐伯日菜子は2002年に自らのブログで、元夫である奥大介が当時チームメートであった坂田の事を気に入っていたようだと記している[25]。
- 京都の老舗呉服店石勘の男性向け企画「Men's J-mode」のイメージキャラクターを務めている。
- 2009年2月17日、女優・タレントの福岡サヤカと入籍した[26]。
- 愛犬家である。
- ヨーロッパリーグ決勝トーナメント1回戦のファーストレグ、マンチェスター・シティFC戦での相手選手のFWエディン・ジェコを観て「DFもごついんだけど、あいつはすごかった。試合前にピッチ横に並んでスタンバイしているとき、腕や脚の太さを見て、え…と、ほとんどドン引きするほど。」とジェコの巨体に驚いていた[27]。
- 選手引退後は佃ロベルトが代表取締役を務める株式会社スポーツコンサルティングジャパン所属の日本サッカー協会登録仲介人として活動している[28]。

## 所属クラブ
ユース経歴
- 竹の子幼稚園[23]
- 野庭キッカーズ[1] (横浜市立野庭東小学校)[11]
- 1995年 - 1997年 横浜フリューゲルスジュニアユース (横浜市立野庭中学校)[11]
- 1998年 横浜フリューゲルスユース (神奈川県立永谷高等学校)[11]
- 1999年 - 2000年 横浜F・マリノスユース

プロ経歴
- 2001年 - 2010年  横浜F・マリノス
- 2011年  アリス・テッサロニキ
- 2011年  FC東京
- 2012年 - 2017年  アビスパ福岡

## 個人成績
| 国内大会個人成績 | 国内大会個人成績 | 国内大会個人成績 | 国内大会個人成績 | 国内大会個人成績 | 国内大会個人成績 | 国内大会個人成績 | 国内大会個人成績 | 国内大会個人成績 | 国内大会個人成績 | 国内大会個人成績 | 国内大会個人成績 |
| 年度             | クラブ           | 背番号           | リーグ           | リーグ戦         | リーグ戦         | リーグ杯         | リーグ杯         | オープン杯       | オープン杯       | 期間通算         | 期間通算         |
| 年度             | クラブ           | 背番号           | リーグ           | 出場             | 得点             | 出場             | 得点             | 出場             | 得点             | 出場             | 得点             |
| 日本             | 日本             | 日本             | 日本             | リーグ戦         | リーグ戦         | リーグ杯         | リーグ杯         | 天皇杯           | 天皇杯           | 期間通算         | 期間通算         |
| ---------------- | ---------------- | ---------------- | ---------------- | ---------------- | ---------------- | ---------------- | ---------------- | ---------------- | ---------------- | ---------------- | ---------------- |
| 2001             | 横浜FM           | 29               | J1               | 11               | 2                | 5                | 0                | 0                | 0                | 16               | 2                |
| 2002             | 横浜FM           | 29               | J1               | 19               | 1                | 0                | 0                | 2                | 1                | 21               | 2                |
| 2003             | 横浜FM           | 18               | J1               | 25               | 6                | 6                | 1                | 1                | 0                | 32               | 7                |
| 2004             | 横浜FM           | 11               | J1               | 28               | 10               | 5                | 1                | 1                | 1                | 34               | 12               |
| 2005             | 横浜FM           | 11               | J1               | 29               | 5                | 4                | 1                | 2                | 0                | 35               | 6                |
| 2006             | 横浜FM           | 11               | J1               | 19               | 4                | 2                | 0                | 3                | 2                | 24               | 6                |
| 2007             | 横浜FM           | 11               | J1               | 34               | 10               | 9                | 3                | 2                | 2                | 45               | 15               |
| 2008             | 横浜FM           | 11               | J1               | 32               | 1                | 7                | 1                | 3                | 0                | 42               | 2                |
| 2009             | 横浜FM           | 11               | J1               | 30               | 6                | 10               | 1                | 3                | 2                | 43               | 9                |
| 2010             | 横浜FM           | 11               | J1               | 20               | 1                | 4                | 0                | 1                | 0                | 25               | 1                |
| ギリシャ         | ギリシャ         | ギリシャ         | ギリシャ         | リーグ戦         | リーグ戦         | リーグ杯         | リーグ杯         | エラーダス杯     | エラーダス杯     | 期間通算         | 期間通算         |
| 2010-11          | アリス           | 88               | スーパーリーグ   | 6                | 0                | -                | -                | -                | -                | 6                | 0                |
| 日本             | 日本             | 日本             | 日本             | リーグ戦         | リーグ戦         | リーグ杯         | リーグ杯         | 天皇杯           | 天皇杯           | 期間通算         | 期間通算         |
| 2011             | FC東京           | 38               | J2               | 10               | 1                | -                | -                | 2                | 0                | 12               | 1                |
| 2012             | 福岡             | 15               | J2               | 40               | 8                | -                | -                | 1                | 0                | 41               | 8                |
| 2013             | 福岡             | 11               | J2               | 40               | 11               | -                | -                | 0                | 0                | 40               | 11               |
| 2014             | 福岡             | 11               | J2               | 31               | 5                | -                | -                | 1                | 0                | 32               | 5                |
| 2015             | 福岡             | 11               | J2               | 35               | 3                | -                | -                | 3                | 0                | 38               | 3                |
| 2016             | 福岡             | 11               | J1               | 24               | 2                | 5                | 0                | 0                | 0                | 29               | 2                |
| 2017             | 福岡             | 11               | J2               | 31               | 1                | -                | -                | 0                | 0                | 31               | 1                |
| 通算             | 日本             | 日本             | J1               | 271              | 48               | 57               | 8                | 18               | 8                | 346              | 64               |
| 通算             | 日本             | 日本             | J2               | 187              | 29               | -                | -                | 7                | 0                | 194              | 29               |
| 通算             | ギリシャ         | ギリシャ         | スーパーリーグ   | 6                | 0                | -                | -                | -                | -                | 6                | 0                |
| 総通算           | 総通算           | 総通算           | 総通算           | 464              | 77               | 57               | 8                | 25               | 8                | 546              | 93               |

その他の公式戦
- 2004年
  - Jリーグチャンピオンシップ 2試合0得点
- 2015年
  - J1昇格プレーオフ 2試合0得点

| 国際大会個人成績 | 国際大会個人成績 | 国際大会個人成績 | 国際大会個人成績 | 国際大会個人成績 |
| 年度             | クラブ           | 背番号           | 出場             | 得点             |
| AFC              | AFC              | AFC              | ACL              | ACL              |
| ---------------- | ---------------- | ---------------- | ---------------- | ---------------- |
| 2004             | 横浜FM           | 11               | 4                | 1                |
| 2005             | 横浜FM           | 11               | 2                | 1                |
| UEFA             | UEFA             | UEFA             | UEFA EL          | UEFA EL          |
| 2010-11          | アリス           | 88               | 2                | 0                |
| 通算             | AFC              | AFC              | 6                | 2                |
| 通算             | UEFA             | UEFA             | 2                | 0                |

その他の国際公式戦
- 2005年
  - A3チャンピオンズカップ 2試合0得点
- 2001年6月16日：プロ初出場 (Jリーグ) - J1 1st第11節  vs FC東京 (横浜国際)[29]
- 2001年8月18日：プロ初得点 (Jリーグ) - J1 2nd第2節vs 柏レイソル (柏の葉)[29]
- 2005年8月27日：J1 100試合出場 - J1第21節 vs ガンバ大阪 (万博)
- 2009年4月04日：J1 200試合出場 - J1第4節 vs アルビレックス新潟 (東北電力)
- 2011年2月05日：ギリシャ・スーパーリーグ初出場 - vs AEKアテネFC (OAKA)

## 代表歴
- 2006年8月09日：国際Aマッチ初出場 (キリンチャレンジカップ) - vs トリニダード・トバゴ代表 (国立)

### 出場大会など
- U-18日本代表
  - 2001年 国際ユースサッカーin新潟
- U-19日本代表
  - 2002年 AFCユース選手権2002一次予選、SBSカップ 国際ユースサッカー、AFCユース選手権2002 (準優勝)
- U-20日本代表
  - 2003年 トゥーロン国際大会、2003 FIFAワールドユース選手権 (ベスト8)
- U-22日本代表
  - 2003年
- U-23日本代表
  - 2004年 キリンチャレンジカップ2004、アテネオリンピック最終予選、アテネオリンピック予備登録
- 日本代表
  - 2006年 キリンチャレンジカップ2006[30]、AFCアジアカップ2007 (予選)[31]

### 試合数
- 国際Aマッチ 1試合 0得点 (2006年)

| 日本代表 | 国際Aマッチ | 国際Aマッチ |
| 年       | 出場        | 得点        |
| -------- | ----------- | ----------- |
| 2006     | 1           | 0           |
| 通算     | 1           | 0           |

### 出場
| No. | 開催日         | 開催都市 | スタジアム                 | 対戦相手 | 結果 | 監督             | 大会                   |
| --- | -------------- | -------- | -------------------------- | -------- | ---- | ---------------- | ---------------------- |
| 1.  | 2006年08月09日 | 東京都   | 国立霞ヶ丘競技場陸上競技場 | ブラジル | ○2-0 | イビチャ・オシム | キリンチャレンジカップ |

## 獲得タイトル
- 2000年 日本クラブユース選手権 MVP
- 2003年 2003 FIFAワールドユース選手権 Silver Shoe（得点王）
- 2007年 Jリーグ フェアプレー個人賞[32]
- 2018年 Jリーグ功労選手賞